# Svartsjön (TV-serie)
Svartsjön är en svensk drama-thrillerserie från 2016. Serien sänds i TV3 och hade premiär i oktober 2016.
Den andra säsongen av Svartsjön som är en prequel hade premiär på Viaplay den 10 oktober 2018.

## Rollista
- Filip Berg – Johan
- Sarah-Sofie Boussnina – Hanne
- Mathilde Norholt – Mette
- Aliette Opheim – Jessan
- Valter Skarsgård – Lippi
- Victor von Schirach – Osvald
- Philip Oros – Frank
- Anna Åström – Elin
- Henrik Schyffert – Broman